# María Josefa Mujía
María Josefa Catalina Mujía Estrada (ur. 25 listopada 1812 w  Sucre, zm. 30 lipca 1888 tamże) – niewidoma poetka, uważana za pierwszą pisarkę niepodległego narodu boliwijskiego i przedstawicielkę boliwijskiego romantyzmu. 

## Życiorys
Maria urodziła się w 25 listopada 1812 r. w Sucre. Jej rodzicami byli Hiszpan Miguel Mujía i pochodząca z Chuquisaca Andrea Estrada. Była najstarsza z sześciorga rodzeństwa. Jej dzieciństwo przypadło na okres walki o niepodległość Boliwii, która rozpoczęła ruch niepodległościowy w 1810 r., a w 1825 r. stała się narodem. Mujía uczyła się różnych języków i dużo czytała m.in. dzieła Pedro Calderóna de la Barca i innych klasyków literatury hiszpańskiej. Po śmierci ojca, w wieku czternastu lat straciła wzrok. Wydarzenia te naznaczyły jej twórczość poetycką, nazywano ją poetiza del dolor i la Alondra del dolor. 
María nie wyszła za mąż. Początkowo wiersze spisywał jej brat  Augusto, a po jego śmierci bratanek Ricardo Mujía. Przez wiele lat stanowiły tajemnicę rodzeństwa, dopiero ok. 1850 r. Augusto pokazał je przyjacielowi, dzięki któremu utwór La ciega (Ślepa) opublikowała gazeta „Eco de la Opinión”. Kolejne wiersze ukazywały się w różnych gazetach i czasopismach. Wydawały je również publikacje katolickiej jak „El Cruzado”, czy „El Jardincito de María”. Wybrane utwory znalazły się w antologiach Lira americana Ricardo Palmy i w América poética José Domingo Cortésa. W 2009 r. jej twórczość została zebrana w antologii Obra completa dzięki Gustavo Jordánowi Ríosowi, prawnikowi z Potosí, który przez siedem lat zebrał ponad 300 utworów poetki.
Mujía uważana jest za pierwszą poetkę niepodległego narodu i przedstawicielkę boliwijskiego okresu romantyzmu, który rozwinął się w okresie narodzin i pierwszych lat republiki. W wierszach wyrażała swoją samotność, izolację od świata zewnętrznego, ból po śmierci ojca i cierpienie z powodu licznych zabiegów i operacji, które przeszła próbując odzyskać wzrok. Pogodne tony były wyjątkiem, pojawiły się m.in. w utworze poświęconym Simónowi Bolivarowi. Według Gabriela René Moreno, boliwijskiego historyka i bibliografa, brała udział w ogólnokrajowym konkursie na napis na grobie Bolívara. Zmarła 30 listopada 1888 r.; pochowana została na cmentarzu w Sucre. Po kilku latach szczątki przeniesiono do wspólnego grobu, bez identyfikacji. 